# 兎岳 (新潟県)
兎岳（うさぎだけ）は、新潟県南魚沼市と魚沼市との境にある標高1,925.8mの山である。

## 概要
利根川水源の山として知られる大水上山と、北側の中ノ岳を結ぶ稜線上に位置し、山頂からは北東の荒沢岳に向かう尾根が分岐している。すぐ北には小兎岳（こうさぎだけ）がある。なだらかな山容をもち、あまり目立つ山ではないが、中ノ岳や南方の丹後山と結んで登られている。丹後山から向かうと、丹後山の山頂を過ぎたあたりから利根川の源頭である三角雪渓の小ピークと大水上山山頂の先に、たおやかな山容が見えてくる。登山道は夏季はヤブに覆われる部分もあるが、豪雪地帯なので残雪期には歩きやすくなる箇所がある。なお荒沢岳との間の稜線にも道が開かれているが、一般向きとはいえない。
山名の由来は、一面笹に覆われた様子が兎を連想させるからという説、山頂付近の残雪期の雪形が兎に見えるからと言う説もある。